# Apriona gressitti
Apriona gressitti là một loài bọ cánh cứng trong họ Cerambycidae.